# Kazimiera Adamska-Rouba
Kazimiera Adamska-Rouba (ur. 1896 na Ukrainie, zm. 2 kwietnia 1941 w Wilnie) – polska malarka i graficzka.

## Życiorys
Naukę rysunku rozpoczęła w szkole rysunkowej, a kontynuowała na Uniwersytecie w Kijowie. Po ich ukończeniu wyjechała na dwa lata do Paryża, gdzie uzupełniała zdobytą wiedzę. Po raz pierwszy jej prace zostały wystawione w 1915 w Kijowie, a w wolnej Polsce pięć lat później w Galerii Zachęta. W 1921 poślubiła Michała Roubę, grafika i malarza. Należała do Wileńskiego Towarzystwa Artystów Plastyków, w latach 1929–1930 redagowała „Paletę Wilna”, która była bezpłatnym dodatkiem do czasopisma „Słowo”.
Jej twórczość obejmowała pejzaże, plakaty, linoryty oraz ilustrowała książki i czasopisma. Zawodowo była nauczycielką rysunku w wileńskich szkołach średnich. Zmarła nagle, została pochowana na cmentarzu Bernardyńskim.
5 sierpnia 1938 r. została odznaczona Medalem Niepodległości.